# Ињацио Абате
Ињацио Абате (итал. Ignazio Abate; Сант Агата де Готи, 12. новембар 1986) је италијански професионални фудбалер, који тренутно наступа за AC Милан, на позицији десног бека. Раније је играо на средини терена, а такође је способан да игра на позицији крилног нападача. Абате је чувен по својој снази, брзом спринту и способности да се трансформише у крилног нападача, и један је од најбржих играча у најјачим европским лигама.

## Биографија
Абате је почео каријеру у аматерском клуб Рескалдина, након чега се придружио омладинском тиму AC Милана 1999. У периоду од 2004. до 2009. играо је на позајмицама у неколико италијанских клубова, након чега се вратио у Милан. Играо је битну улогу у тиму Милана који је освојио скудето у сезони 2010/11.
Абате је прошао млађе селекције Италије, до 18, 19, 20 и 21 године. Прије прикључивања сениорској репрезентацији, наступао је на Летњим олимпијским играма 2008 и на Европском првенству до 21. године 2009.. Деби за сениорску репрезентацију забиљежио је у новембру 2011, у пријатељском мечу против Пољске, након чега је наступао на Европском првенству 2012., гдје је освојио бронзану медаљу. На Купу конфедерација 2013 освојио је бронзану медаљу, након чега је наступао на Свјетском првенству 2014. Скоро двије године након дебија за репрезентацију, постигао је први гол, против репрезентације Немачке у новембру 2013.

## Клупска каријера

### Почетак каријере
Абате је каријеру почео у аматерском клубу Рескалдина, након чега се придружио младом тиму Милана, Милан Примавера 1999. године. Током сезоне 2003/04, дебитовао је у Купу Италије, на мечу против Сампдорије, 3. децембра. Такође, дебитовао је у европским такмичењима, у Лиги шампиона, у мечу групне фазе против Селте, 9. децембра. На том мечу поставио је рекорд као најмлађи фудбалер Милана који је играо у Лиги шампиона, са 17 година и 27 дана.

### Разне позајмице (2004–2007)
За сезону 2004/05 позајмљен је Наполију, који је наступао у Серији Ц1, гдје је Абате забиљежио 29 наступа и постигао два гола. На љето 2005. договорено је да буде послат на позајмицу у Сампдорију за следећу сезону, ипак, позват је назад у прослиђен на позајмицу у Пјаченцу, гдје је забиљежио 13 наступа у првој сезони у Серији Б. Наредна сезона је била доста успјешнија за Абатеа, наступио је на 38 утакмица за Модену.

### Деби у Серији А (2007–2009)
У сезони 2007/08 Абате је дебитовао у Серији А, након што је прешао у Емполи за 900.000 еура. Те године постигао је и први гол у Серији А, на мечу против Ђенове, 27. априла 2008. Након испадања Емполија у Серију Б, Милан је купио Абатеа за 2 милиона, као и Луку Антонинија за 2,75 милиона еура. само да би га послао у Торино за 2 милиона. Упркос повреди на почетку сезоне, Абате је имао добру сезону, одиграо је 25 утакмица и постигао 1 гол.

### Повратак у Милан
Дана 24. јуна 2009. Милан је вратио Абатеа за 2,55 милиона еура и укључен је у тим Милана за предстојећу сезону 2009/10 у Серији А. Након што је играо у везном реду у првих неколико утакмица, прекомандован је на позицију десног бека, од стране тренера Милана, Леонарда. У првој сезони од повратка у Милан забиљежио је 36 наступа. Захваљујући добрим партијама, 11. фебруара 2010. понуђен му је продужетак уговора, који је потписао до љета 2014.
Нови тренер Масимилијано Алегри задржао га је на истој позицији за сезону 2010/11. Абате је био један од најзаслужнијих за освајање 18 скудета Милана. Одиграо је 37 утакмица у својој другој сезони у Милану. Наредне сезоне, Абате је опет као десни бек одиграо 40 утакмица у свим такмичењима. У сезони 2013/14, Абате је постигао први гол у дресу Милана, у ремију 3:3, против Болоње, 25. септембра 2013.
У сезони 2014/15, Абате је носио капитенску траку по први пут у каријери, на мечу против Палерма, 2. новембра 2014. Своју 200 утакмицу у дресу Милана, Абате је одиграо 9. маја 2015. у побједи 2:1 над Ромом. 11. јуна 2015. Абате је продужио уговор са Миланом до љета 2019.
У сезони 2015/16, играо је стандардно на позицији десног бека. Једини значајан моменат догодио се 22. фебруара 2016, на утакмици са Наполијем, када је клизећим стартом спријечио Лоренца Инсињеа да постигне други гол, утакмица је завршена 1:1.
Крајем марта 2017, након што је због повреде био спријечен да наступа за Милан против Кјева, Јувентуса и Ђенове, Абате је испао из конкуренције за остатак сезоне 2016/17, због операције на лијевом оку, након што је погођен лоптом у лице на утакмици против Сасуола 26. фебруара.

## Репрезентативна каријера
Након што је прошао селекције Италије до 18, 19 и 20 година, Абате је дебитовао за селекцију до 21 године на пријатељској утакмици против Луксембурга, 12. децембра 2006, након што је ушао са клупе.
Са олимпијским тимом Италије освојио је турнир Тулон 2008, гдје је наступао на четири утакмице и постигао је гол против тима Сједињених Америчких Држава. Такође је био дио тима на Олимпијским играма 2008 у Пекингу. Учествовао је и на Европском првенству за играче до 21. године 2009., одржаном у Шведској, гдје је играо на двије утакмице, а Италија је дошла до полуфинала.
За сениорску репрезентацију Италије дебитовао је у новембру 2011, на пријатељској утакмици против Пољске. Абате је био члан селекције Италије, која је дошла до финала Европског првенства 2012.
Такође је био члан тима на Купу конфедерација 2013, гдје је наступио на три утакмице у групној фази, прије него што се повриједио, због чега није могао да наступи у полуфиналу, гдје је Италија освојила бронзану медаљу. Скоро двије године након дебија за репрезентацију, Абате је постигао први гол, на пријатељској утакмици против Немачке у новембру 2013, која је завршена ремијем 1:1. Био је дио тима Чезареа Пранделија на Свјетском првенству 2014 одржаном у Бразилу, гдје је наступио на утакмици против Костарике у другом мечу групне фазе, који је Италија изгубила и испала у групној фази.

## Приватни живот
Абате и његова жена Валентина имају два сина, Матеа и Андреу. Њих двоје су се вјенчали 18. јуна 2015.

## Трофеји

### Милан
- Серија А : (1): 2010/11.[38]
- Суперкуп Италије : (1): 2016.[39]